# Nuestra Señora del Perpetuo Socorro

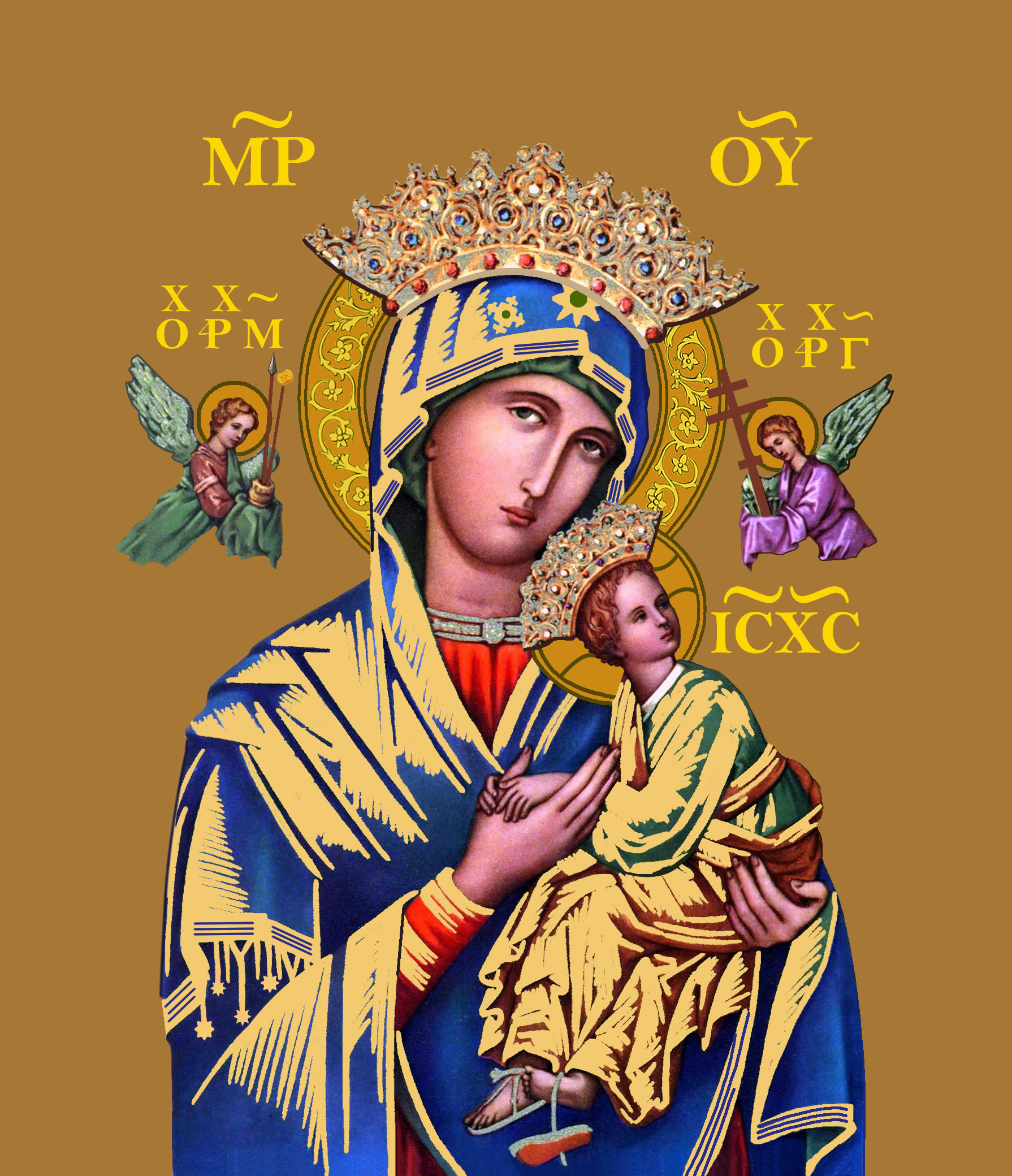
Estampa de la imagen.

La Virgen del Perpetuo Socorro (llamada en la Iglesia ortodoxa Madre de Dios de la Pasión) es una advocación mariana. La imagen original es un icono procedente de Creta y venerado en Roma en la iglesia de los agustinos, a finales del siglo XV, y desde 1866 en la iglesia de San Alfonso del Esquilino, en Roma, dedicada a San Alfonso María de Ligorio, el fundador de la Congregación del Santísimo Redentor (Redentoristas), quien construyó y dotó de personal a la iglesia. Algunos sitúan el origen del icono entre los siglos X y XI, y otros a comienzos del siglo XV[cita requerida]. Su festividad se celebra el 27 de junio.

## Historia

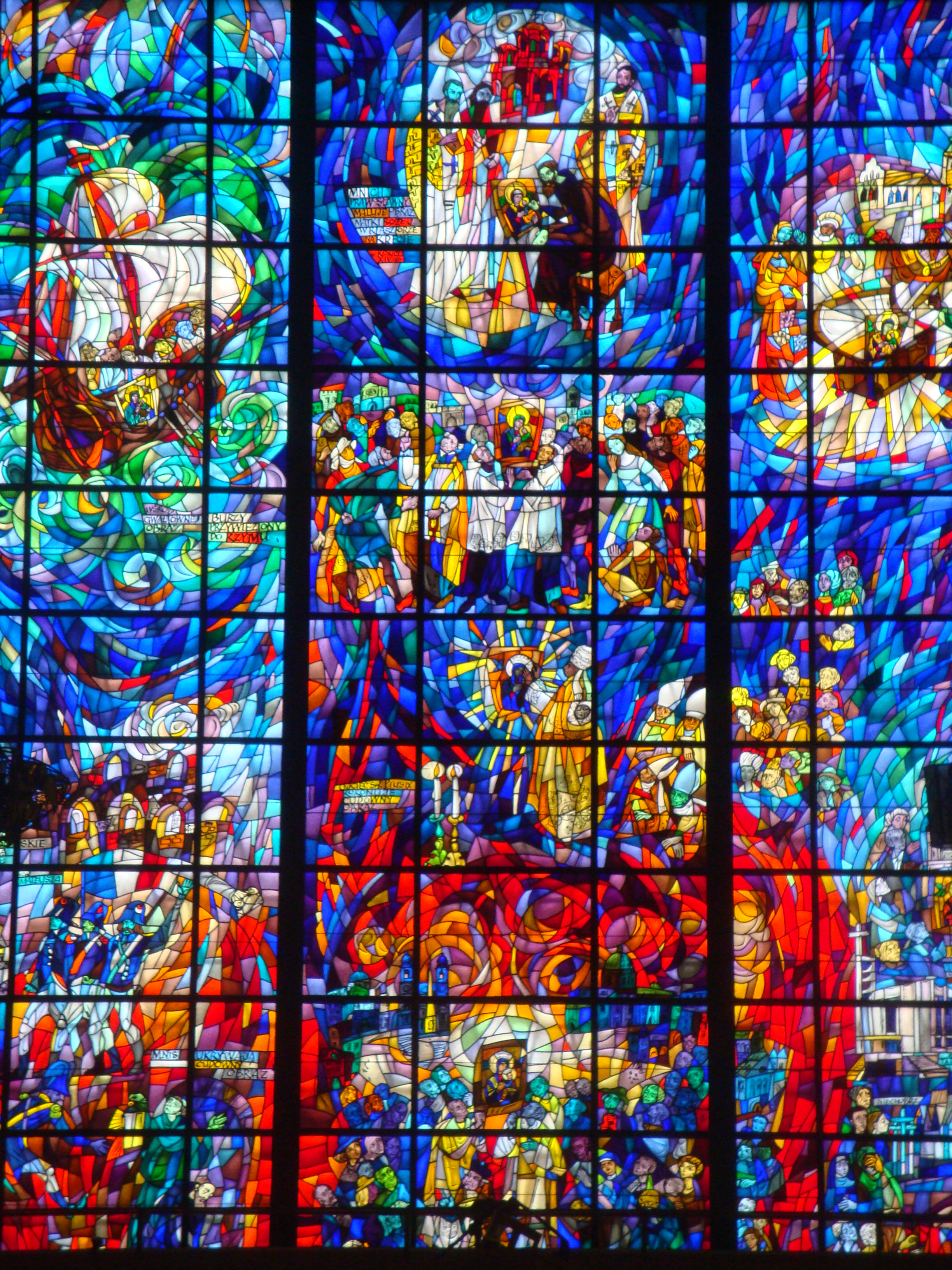
Vitral con la historia de la imagen.

El icono original está en el altar mayor de la iglesia de San Alfonso, muy cerca de la basílica de Santa María la Mayor, en Roma. El icono de la Virgen, pintado sobre madera, de 53,34 cm por 43,18 cm (21 por 17 pulgadas), muestra a María con el Niño Jesús. El Niño observa a dos ángeles que le muestran los instrumentos de su futura Pasión, mientras agarra fuertemente con las dos manos a su Madre, quien lo sostiene en sus brazos. El cuadro recuerda la maternidad divina de la Virgen y su cuidado por Jesús desde su concepción hasta su muerte.
En la entrada de la iglesia hay un letrero que cuenta la historia de la imagen en inglés, italiano y polaco. La cuna de este cuadro fue la isla de Creta, en el mar Egeo. En el siglo XV un mercader sustrajo el icono de una iglesia, lo escondió entre su equipaje y se embarcó rumbo a otras tierras. Durante la travesía sobrevino una gran tempestad y los pasajeros se encomendaron a nuestra Señora del Perpetuo Socorro, y todos lograron salvarse.

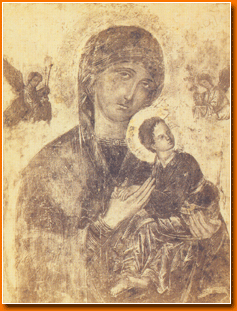
Icono de la Virgen del Perpetuo Socorro antes de su restauración.

Poco después, el mercader llegó a Roma con el cuadro. Luego se lo confió a un amigo para que lo dejase en alguna iglesia de la ciudad, pero este lo guardó en su casa. La Virgen se le apareció en sueños a su hija indicándole el deseo de que la imagen fuese llevada a una iglesia situada entre la basílica de Santa María la Mayor y la basílica de San Juan de Letrán, por lo que entregó la imagen a la iglesia de San Mateo, regentada por los agustinos. La imagen suscitó la devoción en el barrio del Esquilino. Era el año 1499, en tiempos del papa Alejandro VI. Allí permaneció la imagen del Perpetuo Socorro durante trescientos años. Los escritores de la época narraron ampliamente los milagros atribuidos a la imagen. El siglo XVII parece ser el más intenso en la devoción y culto a la Virgen del Perpetuo Socorro.
En febrero de 1798, con la invasión de Napoleón, sus tropas se apoderan de Italia y destruyen en Roma más de treinta iglesias, entre ellas la de San Mateo. Los religiosos agustinos salvaron el icono, que fue llevado a la iglesia de Santa María in Posterula.
En 1855 Eduardo Douglas y Brixio Queloz, miembros de los redentoristas, congregación fundada por san Alfonso María de Ligorio en el siglo XVIII, compraron un terreno al lado de la Via Merulana, muy cerca de Santa María la Mayor. Se llamaba Villa Caserta porque pertenecía a Michelangelo Caetani, duque de Caserta, y era el mismo lugar donde estuvo la iglesia de San Mateo. Construyeron un cenobio y una iglesia. A través del padre Miguel Marchi se descubrió en 1865 el paradero del icono. El 11 de diciembre de 1865 el papa Pío IX, beato, recibió al superior general de los redentoristas y aprobó oficialmente que fuese llevada de nuevo a ese lugar. Según la tradición, le dijo "denla a conocer a todo el mundo". El 19 de enero de 1866 la imagen regresó a la iglesia de San Alfonso, en el mismo emplazamiento donde había estado tres siglos.
Fue restaurada en 1866 por Leopold Nowotny. El 26 de abril de 1866 fue sacada en procesión y los tres días siguientes se celebró un triduo sacro. Ocupa el centro del ábside de la iglesia de San Alfonso y su devoción e influencia se extiende a los cinco continentes.
El papa san Juan Pablo II, en su autobiografía Don y misterio, de 1996, al referirse a los orígenes de su vocación sacerdotal, afirma:

Naturalmente, al referirme a los orígenes de mi vocación sacerdotal, no puedo olvidar la trayectoria mariana. La veneración a la Madre de Dios en su forma tradicional me viene de la familia y de la parroquia de Wadowice. Recuerdo, en la iglesia parroquial, una capilla lateral dedicada a la Madre del Perpetuo Socorro a la cual por la mañana, antes del comienzo de las clases, acudían los estudiantes del instituto. También, al acabar las clases, en las horas de la tarde, iban muchos estudiantes para rezar a la Virgen.

San Juan Pablo II coronó a la Virgen del Perpetuo Socorro de Wadowice, Polonia, el 16 de junio de 1999 y la mencionó con cariño en su homilía de aquel día.

## Descripción del icono

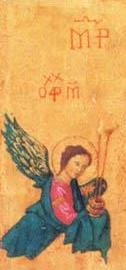
Detalle Arcángel Miguel.

La imagen o icono original de María del Perpetuo Socorro está pintado al temple sobre madera, Mide 53 cm de alto por 41,5 cm de ancho, Sobre un fondo de oro destacan cuatro figuras. En el centro, llenándolo todo como protagonistas, la Virgen María y el Niño Jesús; y en un lejano segundo plano, los dos arcángeles Miguel y Gabriel con los instrumentos de la Pasión. Según costumbre oriental, cada personaje está identificado por una inscripción griega en abreviatura.

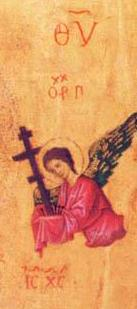
Detalle Arcángel Gabriel.

La Virgen es mostrada solo de medio cuerpo y de pie. Viste una túnica de color rojo abrochada en el cuello y un manto azul marino que la cubre desde la cabeza. Bajo el manto apunta una cofia de color verde mar, que recoge y oculta sus cabellos. Tiene sobre la frente dos estrellas. Las coronas de oro y pedrería del Niño y de la Madre son regalos del Capítulo Vaticano para su coronación.
El Niño Jesús descansa sobre el brazo izquierdo de su Madre y se agarra con ambas manos a la mano derecha de María, buscando protección, al contemplar los instrumentos de la Pasión que le aguarda. Su figura es de cuerpo entero, vestido con túnica verde, ceñida con faja roja y de su hombro derecho cuelga un manto de color rojizo marrón. Tiene entrecruzadas las piernas y lleva los pies calzados con simples sandalias, con la peculiaridad que la del pie derecho queda suelta y colgando. Los instrumentos que presenta el Arcángel Gabriel son la cruz ortodoxa de doble travesaño y cuatro clavos. El Arcángel Miguel lleva la lanza y la esponja. Ambos arcángeles ocultan sus manos que sostienen un pomo con los símbolos de la Pasión. Los abundantes pliegues y sombreados de las vestiduras van profusamente marcados en color oro.
Las abreviaturas griegas que hay escritas sobre el icono significan 'MP-ΘΥ (Μήτηρ Θεού, Madre de Dios en español, inscripción que se halla en la parte superior del cuadro); OAM (Ο Αρχάγγελος Μιχαήλ, El Arcángel Miguel, inscripción en el lado superior izquierdo); OAΓ (Ο αρχάγγελος Γαβριήλ, El Arcángel Gabriel, inscripción en el lado superior derecho); y Iς-Xς ( Ἰησοῦς Χριστός, Jesús Cristo, al lado del Jesús Niño), respectivamente.

## Mensaje del icono

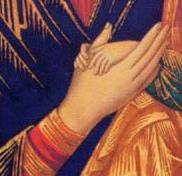
Detalle manos Virgen Perpetuo Socorro.

María del Perpetuo Socorro es un icono bizantino de la escuela cretense, una imagen representativa de la Virgen de la Pasión. La interpretación general es clara. Los arcángeles Gabriel y Miguel presentan a Jesús niño los instrumentos de sus sufrimientos futuros. Al contemplar esta dramática visión, el Niño, en su condición de hombre mortal, se asusta y se estremece y en un brusco movimiento busca socorro en los brazos de su Madre, a cuya mano se aferra con fuerza. El susto y movimiento brusco del Niño están expresados por la contorsión de piernas, el repliegue del manto y la sandalia desprendida.

## Patronazgos
La Virgen del Perpetuo Socorro es patrona de numerosos lugares e instituciones. Los misioneros redentoristas, que actualmente custodian la imagen original, son los principales propagadores de esta devoción por todo el mundo, y la imagen ya es asociada particularmente a ellos.

### Colombia

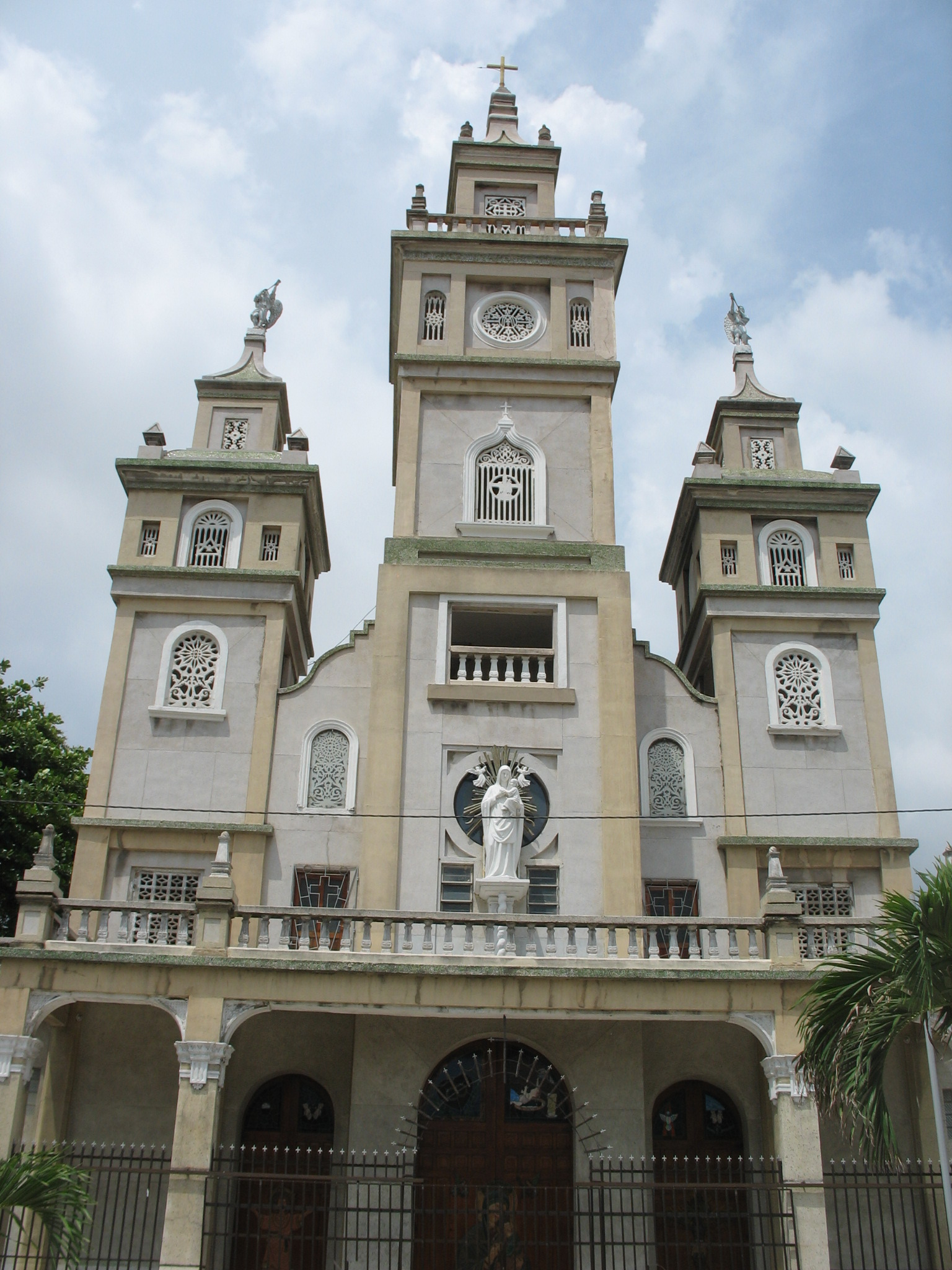
Iglesia del Perpetuo Socorro. Barranquilla, Colombia.

En la parroquia Nuestra Señora de El Peñón, Bolívar, el 27 de junio se realiza la eucaristía en horas de la mañana. En Guaca, Santander, se celebra el 15 de agosto su fiesta en el Santuario Mariano Nuestra Señora del Socorro. En Medellín le está consagrada la iglesia de Nuestra Señora del Perpetuo Socorro. Es la patrona de la E.S.E Hospital Nuestra Señora del Perpetuo Socorro en el municipio de Dabeiba, Antioquia. En Barranquilla, misioneros redentoristas procedentes de Venezuela crearon la parroquia de Nuestra Señora del Perpetuo Socorro en 1946. En Bucaramanga también hay una iglesia consagrada con su nombre.

### Ecuador
Es patrona de Huertas, cantón Zaruma, provincia de El Oro. Existe allí la Iglesia Matriz de la parroquia eclesiástica de Huertas "Perpetuo Socorro"
En Cuenca existe la basílica dedicada a la Virgen del Perpetuo Socorro.
También se encuentran iglesias dedicadas en Loja y Ambato, en esta última se encuentra la imagen que curó a un niño de sus ojos en Huete.

### España
Está muy vinculada a los corredores de seguros. Es la patrona del cuerpo de Sanidad Militar de las Fuerzas Armadas de España. Es la patrona de los Protésicos Dentales. Existen veinte institutos religiosos acogidos a la Madre del Perpetuo Socorro[cita requerida]. Es la patrona del Ilustre Colegio Oficial de Médicos de Granada. La Virgen del Perpetuo Socorro también es patrona del Cuerpo de Funcionarios del Ministerio de Hacienda junto con San Mateo, su patrón. Fue patrona del desaparecido Instituto Nacional de Previsión, organismo de protección social antecedente de la Seguridad Social. 

### Haití
En 1883 una terrible epidemia de viruela azotaba el país. Los devotos acudieron a la Virgen y le hicieron una novena. La epidemia cesó milagrosamente y se decidió nombrarla patrona del país.
En 1983 se celebró con gran regocijo el centenario del milagro y del nombramiento de la Virgen como patrona de Haití. El papa Juan Pablo II visitó el país para esta celebración y puso al mismo bajo el amparo de la Virgen del Perpetuo Socorro.

### Honduras
En el municipio de Trojes, El Paraíso, existe la parroquia de Nuestra Señora del Perpetuo Socorro. Su imagen se muestra en la parte principal del altar, en el mes de junio de cada año se celebra su fiesta en el pueblo durante una semana con diversas actividades religiosas y culturales.
En el municipio de San Pedro Sula, Cortes, existe la Casa Hogar Perpetuo Socorro que data sus inicios desde 1942. Noble institución publica que proporciona asilo a los ancianos en abandono de dicha ciudad.

### Perú
Los padres Misioneros Redentoristas a cargo del Santuario Nuestra Señora del Perpetuo Socorro y San Alfonso, ubicado en la Av. Francisco Pizarro cdra. 3 s/n Distrito del Rímac; es patrona de dicho distrito limeño.
También en la Comunidad Redentorista de Piura, en el norte del Perú, desde 1907 en el Santuario de Nuestra Señora del Perpetuo Socorro se rinde veneración a esta advocación mariana, la cual es conocida cariñosamente como "La Morena de Oro de Piura" debido a su color de piel.
En otra región del norte del Perú Lambayeque, provincia de Chiclayo, distrito de Pomalca, celebran con gran devoción la festividad de "María del Perpetuo Socorro" el día 27 de junio, actividad que inicia con fuegos artificiales, seguido de la celebración de la Santa Misa, Rezo del Ángelus, culminando con la procesión de la imagen de "María del Perpetuo Socorro"
La festividad se realiza entre la última semana del mes de junio y el día central es el primer domingo de julio en el que la Sagrada Imagen sale en su carroza a recorrer las calles de la ciudad.
También se realiza una veneración a la imagen de la virgen del perpetuo socorro en el centro poblado menor de Huayre, provincia de Junín, Departamento de Junín. Las festividades se realizan desde el 26 (víspera) y culmina el 28 junio de cada año..

### Venezuela
Es patrona de la localidad de El Vigía, estado Mérida. Existe allí la Catedral Nuestra Señora del Perpetuo Socorro.

### Paraguay

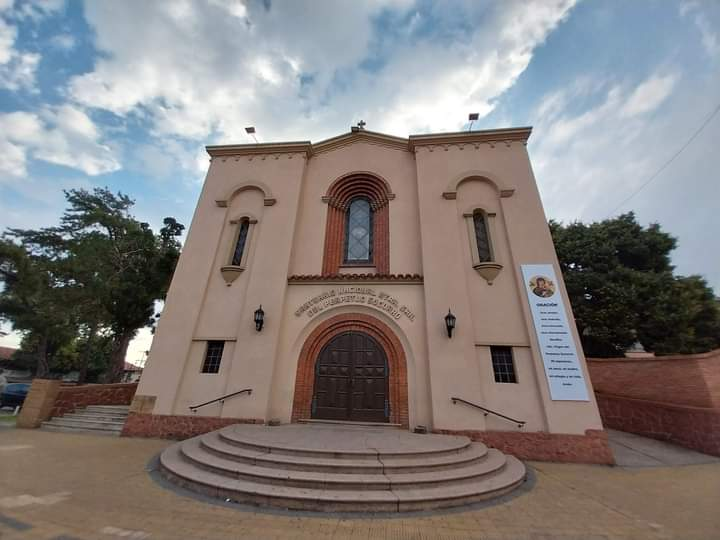
Santuario Nacional Nuestra Señora del Perpetuo Socorro de Asunción, Paraguay

En Paraguay la virgen del Perpetuo Socorro es patrona de la ciudad de Pedro Juan Caballero (Paraguay) y cuya parroquia queda ubicada en dicha ciudad. También hay un Santuario Nacional dedicado a la virgen en la Capital del Paraguay, Asunción.

## Copias de la imagen en otros lugares
- En Gómez Palacio, Durango, México, se encuentra la Parroquia de Nuestra Señora del Perpetuo Socorro.
- En el centro de Monterrey, Nuevo León, México, se encuentra el templo de Nuestra Señora del Perpetuo Socorro.
- En Sahuayo (Michoacán) se encuentra el Templo de nuestra Señora del Perpetuo Socorro.
- En Granada (España) se encuentra el Santuario del Perpetuo Socorro, regentado por la Orden Redentorista, y alberga el Sagrado Icono de Nuestra Señora del Perpetuo Socorro, imagen pintada por Encarnación González y Coronada Canónicamente en el año 1927. Es la Patrona del Ilustre Colegio Oficial de Médicos de la Provincia de Granada.
- En la Iglesia matriz de la Concepción de la ciudad de Santa Cruz de Tenerife y en la Iglesia matriz de la Concepción de la ciudad de San Cristóbal de La Laguna, ambas en Tenerife (Canarias, España), se exponen dos copias de la Virgen del Perpetuo Socorro. En Santa Cruz se encuentra junto al retablo de Santiago el Mayor mientras que en La Laguna se encuentra en un mosaico en el exterior del templo. Ambas son copias y posteriores, de la original traída por los agustinos en el siglo XVI y q se halla en la única parroquia dedicada a Ntra. sra. del Socorro en el municipio de Tegueste, diócesis de Tenerife. Teniéndosele mucha devoción en todo el norte de la Isla.
- Otra copia se halla en el Sagrario de la Iglesia de la Santísima Trinidad de Torralba de Calatrava (Ciudad Real, España).
- Hay una copia en la Capilla de Ánimas en Santiago de Compostela (España).
- También hay una copia en la iglesia parroquial de Santiago de Foz en Foz (Lugo, España).
- Existe una copia en una capilla del ábside de la Basílica de Santa María de Elche (España).
- La basílica de San Juan de Saarbrücken en Alemania contiene una representación de la imagen en una de sus entradas.
- En el municipio de Boavita, en Colombia, existe una copia que se mantiene en su altar principal.
- La parroquia del barrio Belén en Ibagué, Colombia, está dedicada a Nuestra Señora del Perpetuo Socorro y lleva su nombre. En el altar de dicho templo existe una copia de la venerada imagen.
- En Colombia, municipio del Socorro, Departamento de Santander la Catedral del Socorro pasó a llamarse Concatedral, (teniendo en cuenta que toda catedral de la cual se traslada su obispo, se convierte en concatedral) y actualmente basílica menor. La bella basílica tiene pisos, púlpito y altar principal, hechos en mármol italiano. Está decorada con lámparas de cristal y bronce; en el centro tiene un emblemático cuadro de la Virgen de Nuestra Señora del Socorro, creada en 1650 por el pintor español Murillo y su marco plateado fue diseñado en París.
- En la ciudad de Arequipa (Perú) se desarrolla su festividad en el templo de San Agustín a cargo de la Archicofradía de la Virgen del Perpetuo Socorro con el acompañamiento musical de la Sociedad Musical del Perpetuo Socorro.
- En la ciudad de Piura (Perú), el templo de San Sebastián (esquina Tacna - Moquegua), está dedicada a Nuestra Señora del Perpetuo Socorro, y es regentado por los Padres Redentoristas.

● En el distrito de Pomalca, ubicado dentro de la provincia de Chiclayo que pertenece a la región de Lambayeque (Perú) se encuentra una réplica de la imagen de Nuestra Señora María del Perpetuo Socorro ubicada dentro de la parroquia que lleva su nombre.
- En San Salvador, capital de El Salvador, existe la parroquia de Nuestra Señora del Perpetuo Socorro. Su imagen se muestra en la parte principal del altar.
- En Santiago de Chile existe la Basílica de Nuestra Señora del Perpetuo Socorro en la que se exhibe una réplica de la imagen, centrada en el altar, hecho de mármol y bronce.
- En la ciudad de Guayaquil (Ecuador) existe la parroquia de Nuestra Señora del Perpetuo Socorro. Además, en la iglesia El Sagrario junto a la catedral de la Arquidiócesis de Guayaquil se encuentra otra copia.
- Su imagen se venera en Talugtug, provincia de Nueva Écija, Islas Filipinas.[5]
- En Caracas (Venezuela), Iglesia de Paguita, antigua capilla del calvario. Catedral El Vigía, Municipio Alberto Adriani.
- En Panamá, Provincia de Chiriqui, Disitrito de Remedios-El porvenir: la capilla de Nuestra Señora del Perpetuo Socorro, reconstruida en 2006 por el HR. Gregorio Rosas, ofrecida por los milagros obtenidos en dicha comunidad. También en la ciudad capital es venerada por los padres Redentoristas.
- En Olavarría, Provincia de Buenos Aires, República Argentina, se encuentra una copia auténtica del icono en la Capilla del Bicentenario, ubicada en el Barrio Educadores.
- En Paraguay, Ciudad de Pedro Juan Caballero en la Parroquia Nuestra Señora del Perpetuo Socorro los jóvenes veneran su imagen plasmada en vidrio detrás del altar dando una hermosa imagen para los que acuden al templo.
- Una copia se encuentra en la parroquia de san Juan Bautista de Moroleón, Guanajuato (México). Se encuentra en una de las capillas laterales.
- En la ciudad mexicana de Torreón, en el Estado de Coahuila, existe una copia del icono y un templo que lo resguarda, la parroquia fue construida entre 1925 y 1930 en la esquina de Ave. Juárez y C. Falcón.
- También en la ciudad de Guadalajara (Jalisco), existe una copia fiel y certificada del icono y un Convento de Nuestra Señora del Perpetuo Socorro (Guadalajara Jalisco), la parroquia fue construida en 1924 y era sede de los Redentoristas pero en 1934 cambio a la Congregación de la Pasión, se ubica en la esquina de Ave. Alemania y Ave. 8 de Julio en la colonia Moderna, dicha imagen fue bendecida por Pío XII en 1932 y llegó a México en 1933, es la copia número 5943 procedente de la Iglesia de San Alfonso de Roma.
- En la ciudad de Charata, Provincia del Chaco está la parroquia Nuestra Señora del Perpetuo Socorro, que cuenta con una copia del icono.
- En la Localidad de Bialet Massé, Provincia de Córdoba, se encuentra la parroquia "Nuestra Señora del Perpetuo Socorro",[6] Patrona de la Localidad, cuya fiesta es el 27 de septiembre.